# 国家版式文档格式
国家版式文档格式 即 开放固定版式文档（Open Fixed-layout Documents，OFD），是中华人民共和国依照国家标准自主研发的一种电子文件格式，可满足版式文件的可管可控、长期保存等需求。OFD标准基于XML对版式进行描述，与OOXML、ODF及UOF采用的为同一种框架；支持使用商用密码进行加密，与便携式文档格式（PDF）为竞争关系。与PDF相比，OFD格式较为简单，易于实现。
国家版式文档格式从2011年开始立项，历时五年完成最终标准。2016年10月14日，中国国家标准化管理委员会正式发布：GB/T 33190-2016《电子文件存储与交换格式 版式文档》。